# اسکای‌مارک ایرلاینز
اسکای‌مارک ایرلاینز (به انگلیسی: Skymark Airlines) یک شرکت هواپیمایی با کد یاتا BC است که در ۱۲ نوامبر ۱۹۹۶ میلادی تأسیس شده و در ۱۹ سپتامبر ۱۹۹۸ فعالیتش را آغاز کرده‌است. دفتر مرکزی اسکای‌مارک ایرلاینز در فرودگاه هانه‌دا، اوتا، توکیو، ژاپن واقع شده‌است و به ۱۱ مقصد، پرواز انجام می‌دهد.